# تشارلز ريتشاردسون
تشارلز ريتشاردسون (بالإنجليزية: Charles Richardson)‏ (22 فبراير 1864 في أستراليا - 17 أغسطس 1949 في نيوزيلندا) هو لاعب كريكت نيوزلندي وأسترالي. لعب مع فريق جنوب ويلز الجديد للكريكت ‏ وWellington cricket team ‏.

## وصلات خارجية
- تشارلز ريتشاردسون على موقع إي آس بي آن كريك إنفو (الإنجليزية)